# نیاسته
نیاسته منطقه شهری است در کتالم رامسر.
منطقه شهری حومهٔ بخش رامسر که در ۱۲ کیلومتری جنوب‌شرقی رامسر و ۲ کیلومتری جنوب جادهٔ رامسر به تنکابن. در کنار رودخانه و در دشتی معتدل واقع است.
آب نیاسته از رود نسارود است و هوای خنک و مرطوبی دارد. محصول عمده‌اش برنج و مرکبات و شغل اهالی آن زراعت، باغبانی و پرورش گل است.
نیاسته بیشتر دارای زمین های زراعتی و باغی است و قلعه تاریخی مارکوه در آن وجود دارد.

آرامگاه حبیب محبیان

## آرامگاه حبیب محبیان
حبیب محبیان خواننده نیز در سال های آخر عمر خود در این منطقه زندگی می کرد و همچنین آرامگاه وی در این منطقه قرار دارد. در حال حاضر نیز همسر او در این منطقه سکونت دارد.